# Kladí

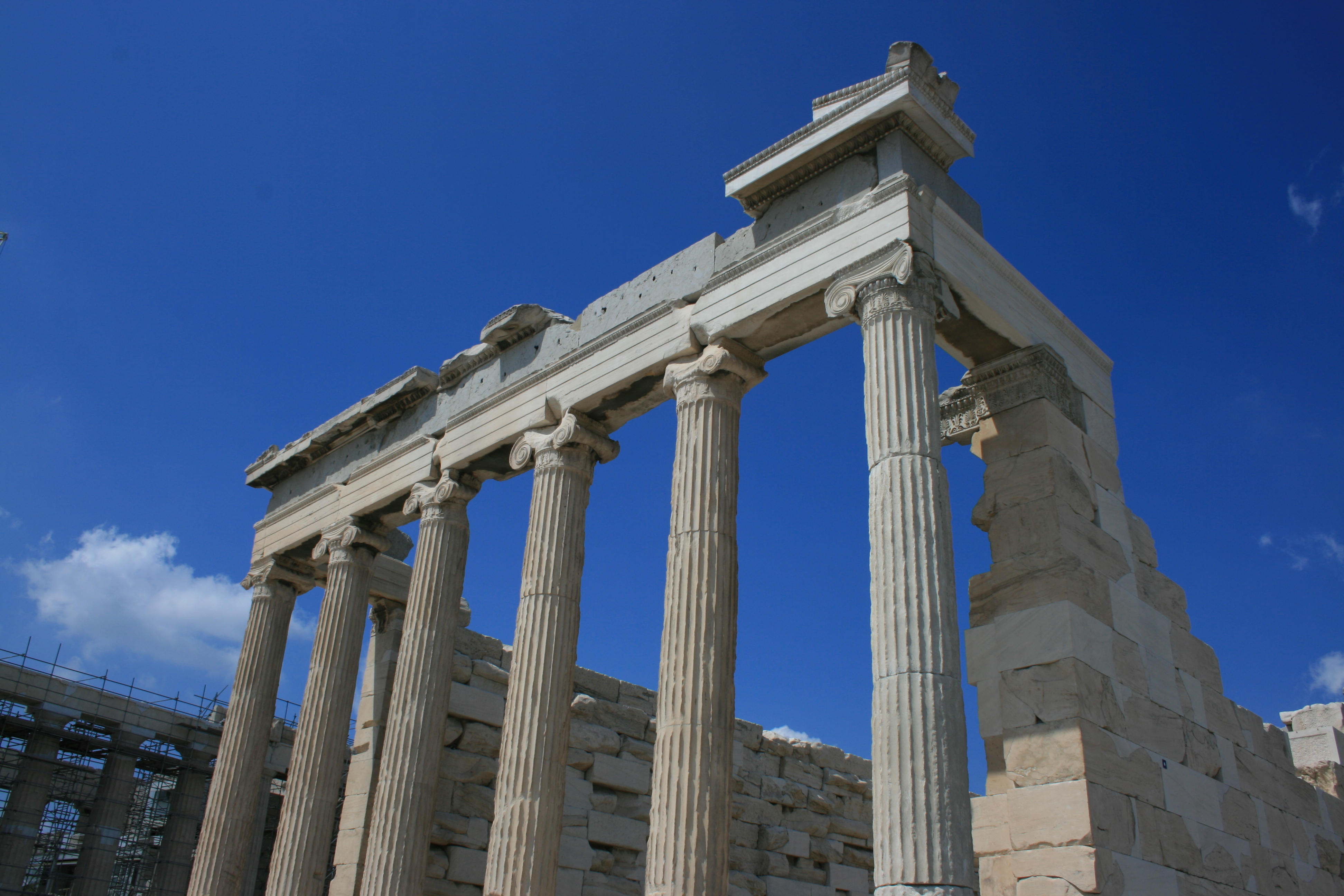
Atény, Erechtheion. Plně vyvinuté kladí.
(Ozdobný vlys odstraněn, římsa dochována jen zčásti

Kladí nebo také břevnoví je vodorovný překlad nesený podporami (sloupy či pilíři, případně pilastry). Obvykle se tak označuje prvek klasické řádové architektury, která se vyvinula ve starověkém Řecku jako stylové ztvárnění principu podpory a břemene.

## Klasická podoba kladí
Plně vyvinuté kladí klasické architektury se skládalo ze tří částí:
- architráv – část dosedající na hlavice sloupů; v dórském řádu hladký, v iónském a korintském nejčastěji odstupňovaný do třech pásů
- vlys – dekorativní pás; v dórském řádu se zde střídají triglyfy a metopy, u iónského a korintského obvykle vyplněný souvislým reliéfem
- římsa – vystupující část různě zdobená; hlavní vodorovná část římsy se nazývá geison, v dórské řádu zde byly zespodu desky (mutuli) s kapkami (guttae); geison podpírá kyma, v iónském řádu pás zdobený např. vejcovcem nebo zubořezem, a dekorativní zakončení římsy se nazývá sima; v římské době mohla být římsa členěna konzolami a kazetami

## Pozdější formy
Oblamované nazývané zalamované kladí (též „krepované“) sleduje pohyb nosných architektonických prvků a opakuje tvar půdorysu při stále stejném profilu. Tento druh je charakteristický pro helénistickou, římskou a barokní architekturu.
Především v baroku je často používáno také redukované kladí skládající se pouze z některých jeho částí, například pouze vlysu a římsy. V baroku byl také hojně užíván systém, v němž se plně vyvinuté kladí používalo pouze nad částí konstrukce, a tím se do architektury vnášelo napětí a rytmus.